# 2008-as Formula–1 szingapúri nagydíj
A szingapúri nagydíj a 2008-as Formula–1 világbajnokság tizenötödik versenye. 2008. szeptember 26-a és 28-a között rendezték meg a Singapore Street Circuitön, Szingapúrban. Ez volt a sportág első éjszakai versenye.
A mozgalmas versenyt az első 2008-as győzelmét arató Fernando Alonso nyerte Nico Rosberg előtt, aki pályafutása legjobb eredményét érte el. A harmadik Lewis Hamilton lett, a pole-pozícióból induló Felipe Massa nem szerzett pontot.

## Szabadedzések

### Első szabadedzés
A szingapúri nagydíj első szabadedzését szeptember 26-án, pénteken tartották, közép-európai idő szerint 13:00 és 14:30 óra között. Az első helyet Lewis Hamilton szerezte meg, Felipe Massa és Kimi Räikkönen előtt.
| Helyezés | Versenyző            | Csapat/Motor        | Elért idő | Különbség | Futott kör |
| -------- | -------------------- | ------------------- | --------- | --------- | ---------- |
| 1        | Lewis Hamilton       | McLaren-Mercedes    | 1:45.518  | –         | 20         |
| 2        | Felipe Massa         | Ferrari             | 1:45.598  | + 0.080   | 23         |
| 3        | Kimi Räikkönen       | Ferrari             | 1:45.961  | + 0.443   | 24         |
| 4        | Heikki Kovalainen    | McLaren-Mercedes    | 1:46.463  | + 0.945   | 20         |
| 5        | Robert Kubica        | BMW Sauber          | 1:46.618  | + 1.100   | 23         |
| 6        | Nico Rosberg         | Williams-Toyota     | 1:46.710  | + 1.192   | 25         |
| 7        | Fernando Alonso      | Renault             | 1:46.725  | + 1.207   | 29         |
| 8        | Nick Heidfeld        | BMW Sauber          | 1:46.964  | + 1.446   | 24         |
| 9        | Nelson Piquet Jr.    | Renault             | 1:47.175  | + 1.657   | 30         |
| 10       | Jenson Button        | Honda               | 1:47.277  | + 1.759   | 30         |
| 11       | Sebastian Vettel     | Toro Rosso-Ferrari  | 1:47.570  | + 2.052   | 28         |
| 12       | Nakadzsima Kazuki    | Williams-Toyota     | 1:47.662  | + 2.144   | 23         |
| 13       | Timo Glock           | Toyota              | 1:47.706  | + 2.188   | 27         |
| 14       | Sébastien Bourdais   | Toro Rosso-Ferrari  | 1:48.097  | + 2.579   | 16         |
| 15       | David Coulthard      | Red Bull-Renault    | 1:48.517  | + 2.999   | 23         |
| 16       | Rubens Barrichello   | Honda               | 1:48.725  | + 3.207   | 19         |
| 17       | Adrian Sutil         | Force India-Ferrari | 1:48.839  | + 3.321   | 24         |
| 18       | Giancarlo Fisichella | Force India-Ferrari | 1:48.906  | + 3.388   | 25         |
| 19       | Jarno Trulli         | Toyota              | 1:49.064  | + 3.546   | 29         |
| 20       | Mark Webber          | Red Bull-Renault    | 1:53.703  | + 8.185   | 4          |

### Második szabadedzés
A szingapúri nagydíj második szabadedzését szeptember 26-án, pénteken tartották, közép-európai idő szerint 15:30 és 17:00 óra között. Az első helyen Fernando Alonso végzett, Lewis Hamiltont és Felipe Massát megelőzve.
| Helyezés | Versenyző            | Csapat/Motor        | Elért idő | Különbség | Futott kör |
| -------- | -------------------- | ------------------- | --------- | --------- | ---------- |
| 1        | Fernando Alonso      | Renault             | 1:45.654  | –         | 30         |
| 2        | Lewis Hamilton       | McLaren-Mercedes    | 1:45.752  | + 0.098   | 28         |
| 3        | Felipe Massa         | Ferrari             | 1:45.793  | + 0.139   | 31         |
| 4        | Heikki Kovalainen    | McLaren-Mercedes    | 1:45.797  | + 0.143   | 31         |
| 5        | Nico Rosberg         | Williams-Toyota     | 1:46.164  | + 0.510   | 34         |
| 6        | Robert Kubica        | BMW Sauber          | 1:46.384  | + 0.730   | 36         |
| 7        | Kimi Räikkönen       | Ferrari             | 1:46.580  | + 0.926   | 25         |
| 8        | Jenson Button        | Honda               | 1:46.901  | + 1.247   | 32         |
| 9        | Nakadzsima Kazuki    | Williams-Toyota     | 1:47.013  | + 1.359   | 32         |
| 10       | Timo Glock           | Toyota              | 1:47.046  | + 1.392   | 22         |
| 11       | Mark Webber          | Red Bull-Renault    | 1:47.137  | + 1.483   | 15         |
| 12       | Nelson Piquet Jr.    | Renault             | 1:47.145  | + 1.491   | 35         |
| 13       | Sebastian Vettel     | Toro Rosso-Ferrari  | 1:47.300  | + 1.646   | 33         |
| 14       | Sébastien Bourdais   | Toro Rosso-Ferrari  | 1:47.487  | + 1.833   | 34         |
| 15       | David Coulthard      | Red Bull-Renault    | 1:47.640  | + 1.986   | 31         |
| 16       | Nick Heidfeld        | BMW Sauber          | 1:47.760  | + 2.106   | 36         |
| 17       | Giancarlo Fisichella | Force India-Ferrari | 1:47.965  | + 2.311   | 12         |
| 18       | Rubens Barrichello   | Honda               | 1:48.009  | + 2.355   | 25         |
| 19       | Jarno Trulli         | Toyota              | 1:48.059  | + 2.405   | 28         |
| 20       | Adrian Sutil         | Force India-Ferrari | 1:48.311  | + 2.657   | 36         |

### Harmadik szabadedzés
A szingapúri nagydíj harmadik, szombati szabadedzését szeptember 27-én, közép-európai idő szerint 13:00 és 14:00 óra között tartották. Az első három helyezett nem változott a pénteki második edzéshez képest, ismét Alonso, Hamilton, Massa volt a sorrend.
| Helyezés | Versenyző            | Csapat/Motor       | Elért idő | Különbség | Futott kör |
| -------- | -------------------- | ------------------ | --------- | --------- | ---------- |
| 1        | Fernando Alonso      | Renault            | 1:44.506  | –         | 19         |
| 2        | Lewis Hamilton       | McLaren-Mercedes   | 1:45.119  | + 0.613   | 13         |
| 3        | Felipe Massa         | Ferrari            | 1:45.246  | + 0.740   | 16         |
| 4        | Nelson Piquet Jr.    | Renault            | 1:45.249  | + 0.743   | 18         |
| 5        | Nico Rosberg         | Williams-Toyota    | 1:45.386  | + 0.880   | 17         |
| 6        | Jenson Button        | Honda              | 1:45.409  | + 0.903   | 20         |
| 7        | Robert Kubica        | BMW Sauber         | 1:45.425  | + 0.919   | 17         |
| 8        | Mark Webber          | Red Bull-Renault   | 1:45.450  | + 0.944   | 21         |
| 9        | Sebastian Vettel     | Toro Rosso-Ferrari | 1:45.477  | + 0.971   | 19         |
| 10       | Sébastien Bourdais   | Toro Rosso-Ferrari | 1:45.599  | + 1.093   | 18         |
| 11       | Nick Heidfeld        | BMW Sauber         | 1:45.689  | + 1.183   | 19         |
| 12       | Nakadzsima Kazuki    | Williams-Toyota    | 1:45.982  | + 1.476   | 18         |
| 13       | Heikki Kovalainen    | McLaren-Mercedes   | 1:45.982  | + 1.476   | 13         |
| 14       | Rubens Barrichello   | Honda              | 1:46.073  | + 1.567   | 21         |
| 15       | Timo Glock           | Toyota             | 1:46.180  | + 1.674   | 23         |
| 16       | Jarno Trulli         | Toyota             | 1:46.221  | + 1.715   | 19         |
| 17       | Kimi Räikkönen       | Ferrari            | 1:46.482  | + 1.976   | 10         |
| 18       | David Coulthard      | Red Bull-Renault   | 1:46.794  | + 2.288   | 6          |
| 19       | Giancarlo Fisichella | Force India        | 1:47.166  | + 2.660   | 14         |
| 20       | Adrian Sutil         | Force India        | 1:47.727  | + 3.221   | 19         |

## Időmérő edzés

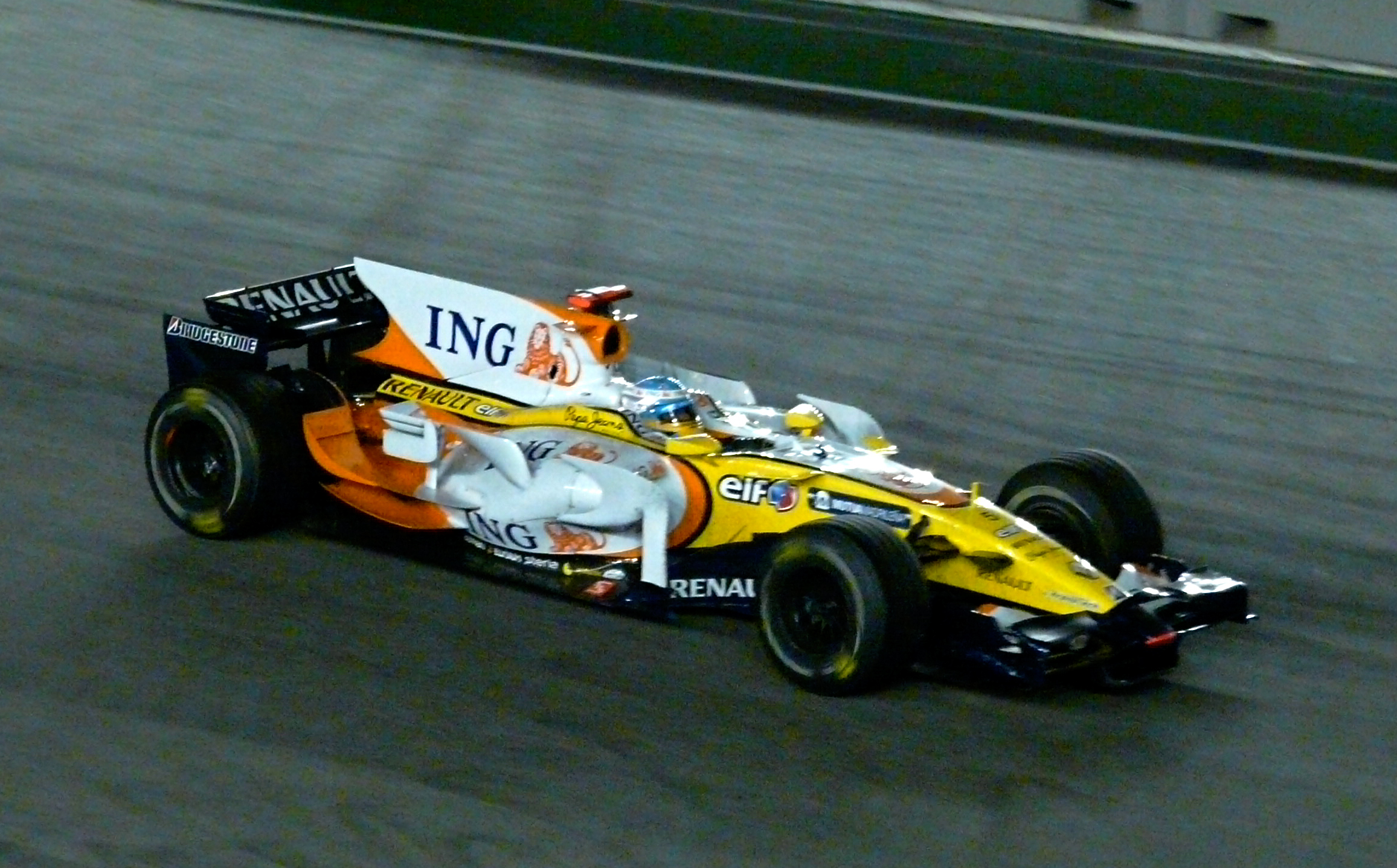
Fernando Alonso csak a 15. helyre kvalifikálta magát, később mégis megnyerte a versenyt

A szingapúri nagydíj időmérő edzését szeptember 27-én, szombaton, közép-európai idő szerint 16:00 és 17:00 óra között futották. A pole-pozíciót Felipe Massa szerezte meg, az utolsó pillanatokban megelőzve Lewis Hamiltont. A második sorba Kimi Räikkönen és Robert Kubica kvalifikálta magát.

### Az edzés végeredménye
| Helyezés | Versenyző            | Csapat/Motor        | 1. rész    | 2. rész    | 3. rész   |
| -------- | -------------------- | ------------------- | ---------- | ---------- | --------- |
| 1        | Felipe Massa         | Ferrari             | 1:44.519   | 1:44.014   | 1:44.801  |
| 2        | Lewis Hamilton       | McLaren-Mercedes    | 1:44.501   | 1:44.932   | 1:45.465  |
| 3        | Kimi Räikkönen       | Ferrari             | 1:44.282   | 1:44.232   | 1:45.617  |
| 4        | Robert Kubica        | BMW Sauber          | 1:44.740   | 1:44.519   | 1:45.779  |
| 5        | Heikki Kovalainen    | McLaren-Mercedes    | 1:44.311   | 1:44.207   | 1:45.873  |
| 6        | Sebastian Vettel     | Toro Rosso-Ferrari  | 1:45.042   | 1:44.261   | 1:46.244  |
| 7        | Timo Glock           | Toyota              | 1:45.184   | 1:44.441   | 1:46.328  |
| 8        | Nico Rosberg         | Williams-Toyota     | 1:45.103   | 1:44.429   | 1:46.611  |
| 9        | Nick Heidfeld        | BMW Sauber          | 1:45.548   | 1:44.520   | 1:45.964* |
| 10       | Nakadzsima Kazuki    | Williams-Toyota     | 1:45.127   | 1:44.826   | 1:47.547  |
| 11       | Jarno Trulli         | Toyota              | 1:45.642   | 1:45.038   |           |
| 12       | Jenson Button        | Honda               | 1:45.660   | 1:45.133   |           |
| 13       | Mark Webber          | Red Bull-Renault    | 1:45.493   | 1:45.212   |           |
| 14       | David Coulthard      | Red Bull-Renault    | 1:46.028   | 1:45.298   |           |
| 15       | Fernando Alonso      | Renault             | 1:44.971   | Idő nélkül |           |
| 16       | Nelson Piquet Jr.    | Renault             | 1:46.037   |            |           |
| 17       | Sébastien Bourdais   | Toro Rosso-Ferrari  | 1:46.389   |            |           |
| 18       | Rubens Barrichello   | Honda               | 1:46.583   |            |           |
| 19       | Adrian Sutil         | Force India-Ferrari | 1:47.940   |            |           |
| 20       | Giancarlo Fisichella | Force India-Ferrari | Idő nélkül |            |           |

* Nick Heidfeld háromhelyes rajtbüntetést kapott Rubens Barrichello feltartásáért az időmérő edzés első szakaszában.

## Futam

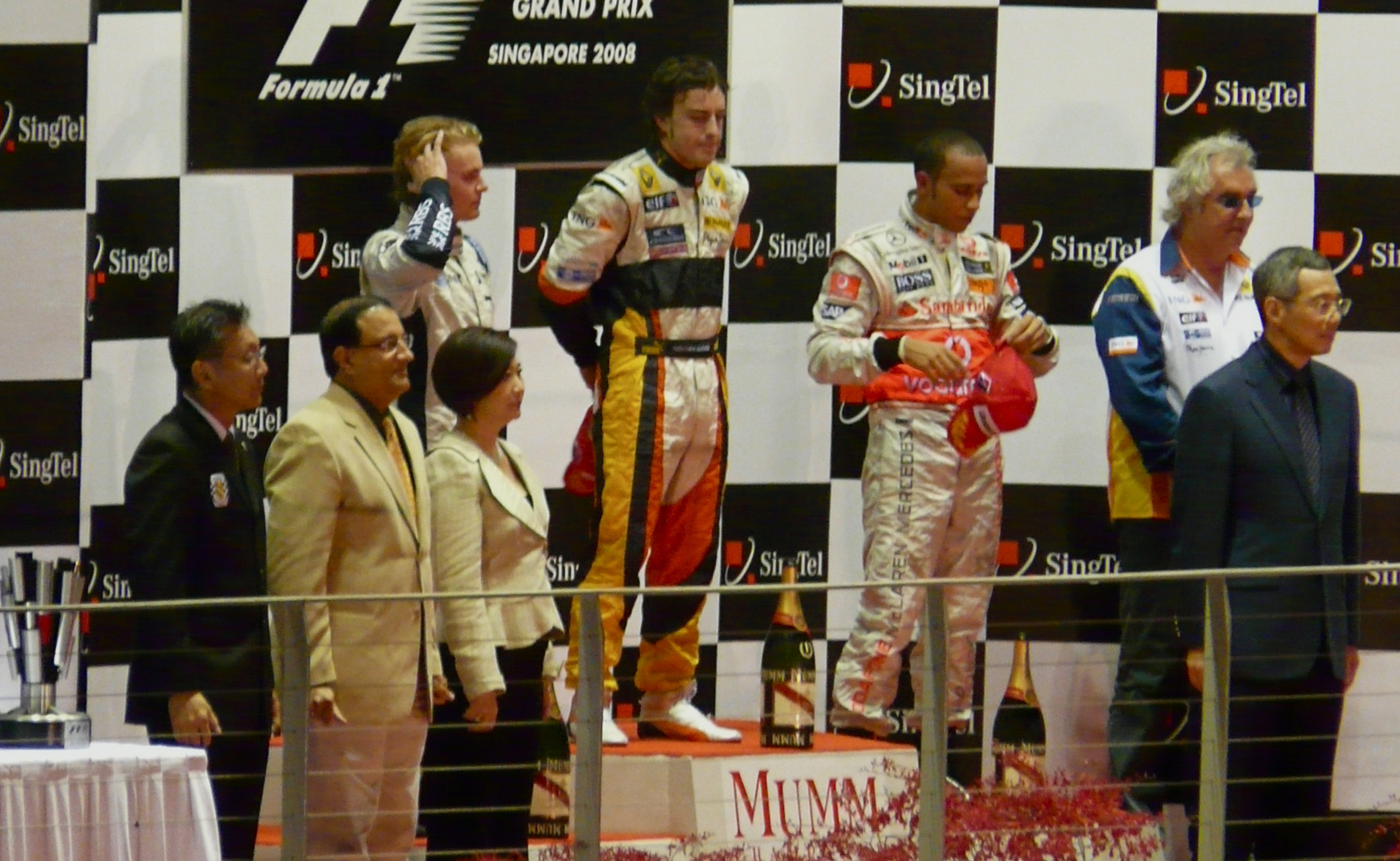
A dobogón balról jobbra Rosberg, Alonso és Hamilton

Ez volt a Formula–1 első éjszakai, egyben 800. világbajnoki versenye. Massa 0,6 másodperces előnnyel szerezte meg a pole-t Hamilton és Räikkönen előtt. A 14. körben Nelsinho Piquet falhoz csapta az autóját, így a már korábban első tankolását megejtő, a 15. helyről rajtoló Alonso óriási előnybe került az előtte autózókkal szemben. Alonso hamarosan az élre állt, sőt akkora előnyt autózott ki, hogy második kiállása után is könnyedén az élre tért vissza. A versenyt végül meg is nyerte Nico Rosberg és Lewis Hamilton előtt. Massa az első boxkiállásánál a jelzőrendszer hibájából túl korán indult el és magával rántotta az üzemanyagtömlőt, amit a bokszutca végéig húzott. Csak jelentős időveszteséggel tudott visszaállni, 13. lett. Räikkönen 4 körrel a futam leintése előtt a falnak csapta autóját és kiesett. Glock negyedik, Vettel ötödik, Heidfeld hatodik, Coulthard hetedik, Nakadzsima nyolcadik lett.
2009-ben, miután szezon közben a Renault csapat megvált Piquet-től, a brazil versenyző bevallotta, hogy szándékosan csapta oda az autóját a falnak, hogy Alonso esélyt szerezzen a győzelemre. A futam előtt kitervelt akció miatt Flavio Briatore csapatfőnök és Pat Symonds technikai igazgató is távozott a botrány kirobbanása után az istállótól.
| Helyezés | Rajthely | #  | Versenyző            | Csapat/Motor        | Kör | Idő/Kiesés oka   | Pont |
| -------- | -------- | -- | -------------------- | ------------------- | --- | ---------------- | ---- |
| 1        | 15       | 5  | Fernando Alonso      | Renault             | 61  | 1h57:16.304      | 10   |
| 2        | 8        | 7  | Nico Rosberg         | Williams-Toyota     | 61  | +2.957           | 8    |
| 3        | 2        | 22 | Lewis Hamilton       | McLaren-Mercedes    | 61  | +5.917           | 6    |
| 4        | 7        | 12 | Timo Glock           | Toyota              | 61  | +8.155           | 5    |
| 5        | 6        | 15 | Sebastian Vettel     | Toro Rosso-Ferrari  | 61  | +10.268          | 4    |
| 6        | 9        | 3  | Nick Heidfeld        | BMW Sauber          | 61  | +11.101          | 3    |
| 7        | 14       | 9  | David Coulthard      | Red Bull-Renault    | 61  | +16.387          | 2    |
| 8        | 10       | 8  | Nakadzsima Kazuki    | Williams-Toyota     | 61  | +18.489          | 1    |
| 9        | 12       | 16 | Jenson Button        | Honda               | 61  | +19.885          |      |
| 10       | 5        | 23 | Heikki Kovalainen    | McLaren-Mercedes    | 61  | +26.902          |      |
| 11       | 4        | 4  | Robert Kubica        | BMW Sauber          | 61  | +27.975          |      |
| 12       | 17       | 14 | Sébastien Bourdais   | Toro Rosso-Ferrari  | 61  | +29.432          |      |
| 13       | 1        | 2  | Felipe Massa         | Ferrari             | 61  | +35.170          |      |
| 14       | 20       | 21 | Giancarlo Fisichella | Force India-Ferrari | 61  | +43.571          |      |
| 15       | 3        | 1  | Kimi Räikkönen       | Ferrari             | 57  | +4 kör (Baleset) |      |
| Kiesett  | 11       | 11 | Jarno Trulli         | Toyota              | 50  | Hidraulika       |      |
| Kiesett  | 19       | 20 | Adrian Sutil         | Force India-Ferrari | 49  | Baleset          |      |
| Kiesett  | 13       | 10 | Mark Webber          | Red Bull-Renault    | 29  | Váltó            |      |
| Kiesett  | 18       | 17 | Rubens Barrichello   | Honda               | 14  | Mechanika        |      |
| Kiesett  | 16       | 6  | Nelson Piquet Jr.    | Renault             | 13  | Baleset          |      |

## A világbajnokság élmezőnyének állása a verseny után
| H  | Versenyzők        | Pont | H  | Konstruktőrök       | Pont |
| -- | ----------------- | ---- | -- | ------------------- | ---- |
| 1  | Lewis Hamilton    | 84   | 1  | McLaren-Mercedes    | 135  |
| 2  | Felipe Massa      | 77   | 2  | Ferrari             | 134  |
| 3  | Robert Kubica     | 64   | 3  | BMW Sauber          | 120  |
| 4  | Kimi Räikkönen    | 57   | 4  | Renault             | 51   |
| 5  | Nick Heidfeld     | 56   | 5  | Toyota              | 46   |
| 6  | Heikki Kovalainen | 51   | 6  | Toro Rosso-Ferrari  | 31   |
| 7  | Fernando Alonso   | 38   | 7  | Red Bull-Renault    | 28   |
| 8  | Sebastian Vettel  | 27   | 8  | Williams-Toyota     | 26   |
| 9  | Jarno Trulli      | 26   | 9  | Honda               | 14   |
| 10 | Timo Glock        | 20   | 10 | Force India-Ferrari | 0    |
| 11 | Mark Webber       | 20   | 11 | Super Aguri-Honda*  | 0    |

* A Super Aguri csapat a Török Nagydíjat megelőzően visszalépett anyagi nehézségek miatt.

(A teljes táblázat)

## Statisztikák
Vezető helyen:
- Felipe Massa: 17 (1-17)
- Nico Rosberg: 11 (18-28)
- Jarno Trulli: 5 (29-33)
- Fernando Alonso: 28 (34-61)

Fernando Alonso 20. győzelme, Felipe Massa 14. pole-pozíciója, Kimi Räikkönen 24. leggyorsabb köre.
- Renault 34. győzelme.
- A szingapúri nagydíj volt a Formula–1 történetének 800. versenye.[2]
- Fernando Alonso első 2008-as győzelmét szerezte, több mint egy évvel azután, hogy a 2007-es olasz nagydíjon utoljára nyert. Csapata, a Renault még korábban, a 2006-os japán nagydíjon győzött utoljára.
- Alonso a 7. versenyző, aki 2008-ban futamot nyert, Hamilton, Räikkönen, Massa, Kubica, Kovalainen és Vettel után.
- A második helyezett Nico Rosberg pályafutása 50. versenyén először állhatott a dobogó második fokára. Korábbi legjobb eredménye a 2008-as ausztrál nagydíjon elért harmadik helyezés volt.
- Először fordult elő 2008-ban, hogy a Ferrari egyik versenyzője sem szerzett pontot. A McLaren ezzel visszaszerezte a vezetést a konstruktőri világbajnokságban, amit még 12 futammal korábban, a bahreini nagydíjon veszített el a Ferrarival és a BMW Sauberrel szemben.